# رانکتون هولم
رانکتون هولم (به انگلیسی: Runcton Holme) یک روستا و محله مدنی در بریتانیا است که در King's Lynn and West Norfolk واقع شده‌است. رانکتون هولم ۱۳٫۸۹ کیلومتر مربع مساحت و ۶۵۷ نفر جمعیت دارد.